# Samatan
Samatan település Franciaországban, Gers megyében. Lakosainak száma 2478 fő (2022. január 1.). Samatan Noilhan, Lombez, Bézéril, Labastide-Savès, Monblanc, Montamat, Nizas, Pompiac, Puylausic, Saint-Soulan és Sauvimont községekkel határos.

## Népesség
A település népessége az elmúlt években az alábbi módon változott:
| Lakosok száma | 1934 | 1831 | 1716 | 2130 | 2401 | 2377 | 2370 | 2328 | 2380 | 2478 |
|               | 1968 | 1982 | 1990 | 2006 | 2013 | 2015 | 2017 | 2019 | 2020 | 2022 |